# Étienne Flandin
Pour les articles homonymes, voir Flandin.
Jean Marie Étienne Flandin, né le 1er avril 1853 à Paris et mort le 20 septembre 1922 dans la même ville, est un homme politique français.

## Biographie
Membre de la famille Flandin, il est le fils du docteur Charles Flandin (1803-1887) et d'Aline de Sonis (1823-1857), sœur du général de Sonis. Il épouse Pauline Ribière (1854-1923), avec qui il a un fils, Pierre-Étienne.
Étienne Flandin quitte très vite la maison familiale de Domecy-sur-Cure (Yonne) pour compléter ses études au lycée Saint-Louis, puis faire son droit et consacrer son doctorat aux assemblées provinciales dans l'Empire romain. Sa carrière juridique est courte : professeur de droit civil à la faculté de droit d'Alger de 1880 à 1882, il assume diverses charges aux parquets de Pau, Paris et Alger — procureur général d'Alger — jusqu'en 1893. 
Il commence sa carrière politique en entrant, en 1887, au Conseil général de l'Yonne dont il devient vice-président. En 1893, il est élu dans l'Yonne aux élections législatives. Battu par son adversaire radical en 1898, il retrouve un nouveau mandat en 1902 puis en 1906. Le 3 janvier 1909, encore député, il est élu sénateur des Établissements français de l'Inde, poste qu'il occupe jusqu'à sa mort. Le 26 octobre 1918, Flandin est nommé résident général de France en Tunisie en mission temporaire.
Mort en 1922, il est inhumé au cimetière de Domecy-sur-Cure.

## Archives
Les papiers personnels d'Étienne Flandin sont conservés aux Archives nationales de France sous la cote 423AP.

## Distinctions
- Chevalier de la Légion d'honneur (17 juillet 1890)[3]
- Officier d'académie

## Sources
- « Étienne Flandin », dans le Dictionnaire des parlementaires français (1889-1940), sous la direction de Jean Jolly, PUF, 1960 [détail de l’édition]